# NGC 455
NGC 455 este o galaxie lenticulară, posibil spirală, situată în constelația Peștii. A fost descoperită în 27 octombrie 1864 de către Albert Marth.